# 彭德清 (明朝)
彭德清（？—？），江西承宣布政使司吉安府安福縣人，明朝天文学家、历法家。

## 生平
正统十二年（1447年），担任钦天监监正的彭德清提议铸造铜仪，同时测验北京北极出地度数和太阳出入时刻，得到明英宗的批准。正统十四年，明英宗同意将此前大统历日中的二至日出和日入时刻由原来的南京值改为新测的北京值，史称“正统己巳改历”。同年八月，明英宗亲征瓦剌，彭德清上书以“象纬示警”，反对亲征，但遭到王振的斥责。
土木之变后，明景帝即位，主张明朝历法仍以位置最中央的南京为标准，遂将历法恢复至永乐年间旧历。彭德清曾与王振有私交，午門血案后，陳鎰奉明景帝旨，籍没彭德清等人全家。